# Panurgica mende
Panurgica mende es una especie de mantis de la familia Hymenopodidae.

## Distribución geográfica
Se encuentra en Sierra Leona.